# Ейвон (Колорадо)
Ейвон (англ. Avon) — місто (англ. town) в США, в окрузі Ігл штату Колорадо. Населення — 6072 особи (2020).

## Географія
Ейвон розташований за координатами 39°38′30″ пн. ш. 106°30′57″ зх. д. / 39.64167° пн. ш. 106.51583° зх. д. (39.641797, -106.515877).  За даними Бюро перепису населення США в 2010 році місто мало площу 20,97 км², з яких 20,79 км² — суходіл та 0,18 км² — водойми.

## Демографія
Згідно з переписом 2010 року, у місті мешкало 6447 осіб у 2321 домогосподарстві у складі 1267 родин. Густота населення становила 307 осіб/км².  Було 3615 помешкань (172/км²).
Расовий склад населення:
| - 76,3 % — білих - 1,8 % — чорних або афроамериканців - 1,1 % — азіатів - 0,5 % — корінних американців - 17,7 % — осіб інших рас |

До двох чи більше рас належало 2,6 %. Частка іспаномовних становила 49,0 % від усіх жителів.
За віковим діапазоном населення розподілялося таким чином: 22,4 % — особи молодші 18 років, 74,5 % — особи у віці 18—64 років, 3,1 % — особи у віці 65 років та старші. Медіана віку мешканця становила 31,1 року. На 100 осіб жіночої статі у місті припадало 127,3 чоловіків;  на 100 жінок у віці від 18 років та старших — 132,3 чоловіків також старших 18 років.
Середній дохід на одне домашнє господарство  становив 79 154 долари США (медіана — 48 022), а середній дохід на одну сім'ю — 91 440 доларів (медіана — 54 048). За межею бідності перебувало 12,8 % осіб, у тому числі 16,1 % дітей у віці до 18 років та 0,0 % осіб у віці 65 років та старших.
Цивільне працевлаштоване населення становило 4015 осіб. Основні галузі зайнятості: мистецтво, розваги та відпочинок — 19,7 %, будівництво — 18,3 %, науковці, спеціалісти, менеджери — 14,4 %, роздрібна торгівля — 11,6 %.